# Flugplatz Bria

i7
i11
i13
Der Flugplatz Bria (französisch Aérodrome de Bria, IATA-Code: BIV, ICAO-Code: FEFR) ist der Flugplatz von Bria, der Hauptstadt der Präfektur Haute-Kotto im Osten der Zentralafrikanischen Republik.
Der Flugplatz liegt am südwestlichen Rand der Stadt auf einer Höhe von 603 m. ü. M. Der Flugplatz kann nur tagsüber und nur nach Sichtflugregeln angeflogen werden. Er ist nur auf Anfrage geöffnet und verfügt nicht über reguläre Passagierverbindungen. Seine Start- und Landebahn verfügt nicht über eine Befeuerung und ist unbefestigt. Nach Regengüssen ist sie daher sehr rutschig.

## Vorfälle
Am 21. Oktober 2018 wurde auf dem Flugplatz Bria ein Gefangenenaustausch zwischen der MINUSCA (UN-Friedenstruppen) und der Anti-Balaka, einer Rebellengruppe, vollzogen. Bria war zu diesem Zeitpunkt teilweise unter der Kontrolle dieser Rebellengruppe, teilweise unter der Kontrolle der Séléka, einer mit dieser rivalisierenden Rebellengruppe. Es landete ein Helikopter der MINUSCA mit Spezialtruppen an Bord, die 5 kurz zuvor gefangen genommene Anti-Balaka-Kämpfer nach Bria brachten. Dafür wurden 4 Polizisten der Polizeitruppe der Vereinten Nationen (UNPOL), die in der Hand der Anti-Balaka waren, übergeben und ausgeflogen.